# Mori Naganao
Mori Naganao est un nom japonais traditionnel ; le nom de famille (ou le nom d'école), Mori, précède donc le prénom (ou le nom d'artiste).
Mori Naganao (森 長直, 9 janvier 1672-4 octobre 1722) est un daimyo du milieu de l'époque d'Edo à la tête du domaine de Nishi-Ebara avant d'être transféré à celui d'Akō.
Naganao est le onzième fils de Mori Nagatsu, le daimyo du domaine de Tsuyama (il s'installe par la suite à Nishi-Ebara). Mori Nakatake, le frère aîné de Naganao, succède à Nagatsugu en 1674 et après la retraite de ce dernier en 1686, son neveu, Mori Naganari, lui succède à la tête de la famille. Naganao est écarté de cette responsabilité mais il reçoit un revenu de 1 500 hyō de la part de Naganari en 1694. Naganao devient le daimyo de Nishi-Ebara en 1698 puis est transféré à Akō en 1706. Ses descendants dirigeront ce domaine jusqu'à la restauration de Meiji.

## Source de la traduction
- (en) Cet article est partiellement ou en totalité issu de l’article de Wikipédia en anglais intitulé « Mori Naganao » (voir la liste des auteurs).